# Radijalna brzina
Radijalna brzina je brzina kretanja nebeskih tijela (zvijezda, planeta) u pravcu (smjeru) njihove putanje. Ovu brzinu posmatrač sa Zemlje zapažava posredom crvenog pomaka.
Radijalna brzina dijeli se na:
1. Pozitivnu radijalnu brzinu - Nebesko tijelo udaljava se od posmatrača - crveni pomak[1]
2. Negativnu radijalnu brzinu - Nebesko tijelo približava se posmatraču - plavi pomak[1]

Budući da se svemir neprekidno širi galaksije imaju pozitivnu radijalnu brzinu.
Mjerenje radijalne brzine je jedna od metoda koju koriste astronomi u potrazi za novim vansolarnim planetama.